# Schoonheid op aarde
Schoonheid op aarde (Frans: La Beauté sur la terre) is een roman van de Frans-Zwitserse schrijver Charles-Ferdinand Ramuz. Het Franse origineel werd uitgegeven door Éditions Mermod in 1927 en door Grasset in 1928. 

## Nederlandse vertaling
De Nederlandse vertaling van Rokus Hofstede verscheen in 2022 bij Uitgeverij Van Oorschot. Voor zijn vertaling werd Hofstede in 2024 bekroond met de Filter-vertaalprijs.

## Samenvatting
In de lente arriveert Juliette, een negentienjarig Cubaans weesmeisje, bij haar oom Milliquet, cafébaas in een niet nader genoemd dorpje aan het Meer van Genève. Juliette is jong en aantrekkelijk, als ze danst brengt ze de dorpelingen in vervoering. Zij bevoogden, benijden en begeren haar, met catastrofale gevolgen. Haar enige bondgenoot is een gebochelde Italiaanse accordeonspeler. Als de zomer afloopt, ontvluchten de twee buitenstaanders het dorp.

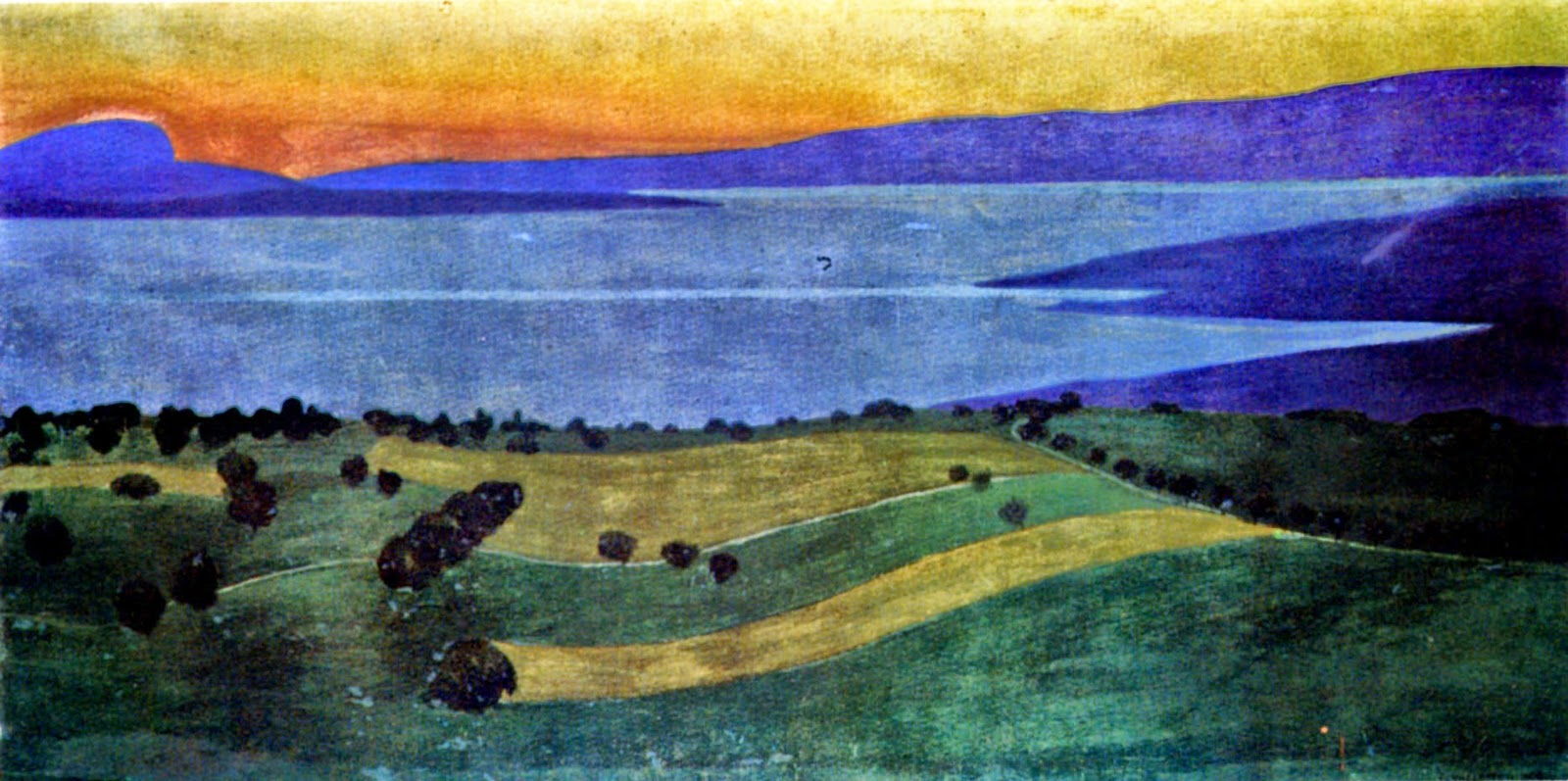
Félix Vallotton, 1900 - Zonsondergang boven het Meer van Genève

Juliette is een allegorie voor schoonheid; eerdere titels die Ramuz voor zijn roman overwoog waren Venus teruggekeerd en Venus verschenen, expliciete verwijzingen naar de mythe van Venus Anadyomene. Is er een plaats voor schoonheid op aarde?
Volgens Wineke de Boer in De Volkskrant is het filmische verhaal van Ramuz een ‘instantklassieker’. 
Dirk Leyman in De Morgen ziet Schoonheid op aarde als 'een parabel over de breuk die een nieuwkomer veroorzaakt in een gesloten gemeenschap'. Verschillende critici benadrukken het modernisme van Ramuz, zijn grensoverschrijdende, vernieuwende stijl.